# La cançó de la filla del marxant
La cançó de la filla del marxant és un poema en tres actes i en vers, original de Josep Maria de Sagarra, estrenat la nit del 28 de maig de 1936, al teatre Espanyol del Paral·lel, Barcelona.
L'acció té lloc a Manresa, any 1815.

## Repartiment de l'estrena
L'obra es va interpretar al Teatre Romea l'agost de 1936. Amb direcció de Píus Daví, el repartiment fou:
- Senyor Pere Queraltó: Pius Daví
- Rosalia: Maria Vila
- Giravolt: Pere Ventayols
- La senyora Tecla: Àngela Guart
- El senyor Cucurulla: M. Jiménez Sales
- Don Timoteu: Antoni de Gimbernat
- La senyora Prudència: Maria Morera
- Engràcia: Emma Alonso
- Ranalies: Oróstegui
- Donya Teresa: Emília Baró
- Caterineta: Francesca Ferràndiz
- Fabregat: Antoni Strems
- Margenat: Llorenç Duran